# Escoles Ribas
Les Escoles Ribas són un edifici de Rubí (Vallès Occidental) catalogat com a bé cultural d'interès local.

## Història
El 1908, el fabricant tèxtil Francesc Ribas i Regordosa va disposar en el seu testament que del patrimoni familiar es construirien una escola a Rubí i un orfenat a Barcelona. El seu germà Lluís va morir el 1911 i ho va encomanar als seus hereus de confiança Jaume Carné, Eduard Amat i Josep Ventolrà, amb una dotació de 12 milions de pessetes. Aquests constituïren la raó social Herencia de Confianza de Luis Ribas (posteriorment Patronat Ribas), amb Carné com a administrador, que entre 1912 i 1913 va encarregar-ne el projecte a l'arquitecte Emili Sala i Cortés. Finalment, l'escola es va inaugurar el 1916.
El 1929, en va ser nomenat director Martí Tauler i Pruneda, depurat pel règim franquista l'any 1939. Va patir tres anys de presó, i en sortir-ne, va ser apartat de l'ensenyament.

## Descripció
És un edifici inspirat en les escoles angleses d'aquella època, format per diverses naus disposades simètricament en funció del pati central que fa d'eix. Hi ha dues naus centrals de dos pisos, i dues naus laterals d'una sola planta amb grans finestrals. Les naus laterals corresponien a l'aula de nens i nenes, en les que encara hi ha el nom a la façana.
Les cobertes de les naus són inclinades i estan fetes amb teules de ceràmica vidriada de diferents colors. Les portes del jardí presenten decoració de ferro forjat, mentre que la decoració dels pilars és de terra cuita amb motius florals.